# Dans la vie en vrai
Albums de Anne Sylvestre
J'ai de bonnes nouvelles Écrire pour ne pas mourir
Dans la vie en vrai est un album d'Anne Sylvestre paru dans la maison de production qu'elle a créée.

## Historique
Sorti en 1981, c'est le quatorzième album d'Anne Sylvestre (hors albums pour enfants). Sans titre, il prend le nom de la première chanson.
Les titres de l'album sont réédités à la suite de ceux d'Écrire pour ne pas mourir dans un seul CD chez EPM Musique.

## Titres
Toutes les chansons sont écrites et composées par Anne Sylvestre.
| No  | Titre               | Durée      |
| --- | ------------------- | ---------- |
| 1.  | Dans la vie en vrai | 3 min 50 s |
| 2.  | Xavier              | 2 min 18 s |
| 3.  | Coïncidences        | 3 min 48 s |
| 4.  | La Peau de l'ours   | 4 min 10 s |
| 5.  | La Vaisselle        | 2 min 50 s |
| 6.  | Carcasse            | 3 min 56 s |
| 7.  | Sur un fil          | 2 min 40 s |
| 8.  | Rose                | 3 min 15 s |
| 9.  | Si je ne parle pas  | 2 min 25 s |
| 10. | Lâchez-moi          | 3 min 15 s |

## Musiciens
- Chef d'orchestre : François Rauber

## Production
- Anne Sylvestre
- Distribution : Arabella[1]

## Classement
| Classement (1981) | Meilleure place |
| ----------------- | --------------- |
| France (SNEP)     | 5               |